# كابتن أنوش (مسلسل)
كابتن انوش مسلسل مصري من ثلاث مواسم تم عرضها خلال أعوام 2017 و2018 2019 على إم بي سي مصر من إخراج معتز التوني وبطولة بيومي فؤاد وعبير صبري وادوارد وأحمد فتحي ومحمد سلام ومحمد ثروت ودينا ويزو وراندا البحيري.

## طاقم العمل

### ممثلين
| - بيومي فؤاد: انوش - إدوارد: حواكه - عبير صبري: داليدا - أحمد فتحي - محمد سلام: حماقي - محمد ثروت: راديو | - راندا البحيري: هناء - دينا ويزو: شطة - ياسر الطوبجي: النون - مصطفى أبو سريع: ذبذبة - مؤمن نور: دكتور حازم - محمود حافظ: عمر | - محمد علي رزق: مدحت - محمد أوتاكا - سامية الطرابلسي: نانسي - محمد محمود: كابتن فرج - حمدي الوزير: كابتن حمصاني - فايق عزب: أبو عمر ضيف شرف | - جليلة محمود: ضيفة شرف - أحمد التهامي: ضيف شرف - سلوى عثمان: محاسن - رانيا الملاح: بديعة السارقة - لبنى محمود: أم حواكة - منى حسين |

| - إبراهيم سعيد: ضيف شرف - عادل عبد المنعم: والد لاسلكي - جيهان أنور: نعمة - غادة فلفل: أم سماح - محمد الكويتي: عصفور - صميدة: المنشار - علاء الموازيني: رضا - زينب وهبي: أم نعمة - ناصر محمد عتريس: سيد العفريش - آية الخصوصي: بطة - إبراهيم فرح: عبد الحميد كمال - حمدي حفني: القط | - أسامة عبد الله: الناظر - محمد فرج: صبي القهوة - جو فهمي: القنصل الأمريكي - أحمد ثابت: المعلم - معاذ نبيل: تلميذ - ناني سعد الدين: أم بياتي - هويدا السمرا: نشوشا - عمر كامل: الرجل السوداني - يسرا كرم: أخت بديعة - هاني النابلسي: صابر - محمد سلامة: موظف التموين - عادل ماضي: أبو بديعة | - ياسر الزنكلوني: الضابط - على عبد المنعم: بياتي - أحمد عادل: عصام - سامر المنياوي: المعلم - عبد الرازق الشيمي: بلطجي - فكري سليم: أبو عزة - عبد المنعم المرصفي: الدكتور - سمير حكيم: أبو لاسلكي - أحمد صالح: رجل2 - خالد بدوي: دكتور بدوي - جمال فرج: اللواء طارق زهران - محمد بريقع: لاعب1 | - أحمد دوجلاس: لاعب2 - محمد دسوقي: رئيس اللجنة - زيزو: عادل - طارق والي: مدير فندق الكلاب - فتحي سعد: القسيس - عبير فاروق: موجهة التربية والتعليم - محمود عامر: مدير البنك - محمد أشرف: تلميذ - مريم سعيد صالح: والدة لاسلكي - سماح عبد العال: الخادمة - راندا إبراهيم: ما شاء الله |